# Babilonia (reino)
Babilonia (en acadio: 𒆍𒀭𒊏𒆠 «Bābilim», en sumerio: 𒆍𒀭𒊏𒆠 «KÁ.DINGIR.RAKI» o 𒌓𒆠 «BAR.BARKI») fue un antiguo Estado localizado en la región central-sur de Mesopotamia, teniendo su epicentro en la ciudad homónima y que llegó a extenderse por Acad y Sumeria, arrebatando la hegemonía a las dinastías amorritas de Isin y Larsa del llamado Renacimiento sumerio. Su historia se divide en dos etapas principales; el imperio paleobabilónico (1792–1595 a. C.) y el imperio neobabilónico (612–539 a. C.), durante las cuales Babilonia dominó toda Mesopotamia. Babilonia y sus dominios fueron anexados al Imperio persa aqueménida tras las conquistas de Ciro el Grande.
En Babilonia se hablaba el acadio (lengua semítica) y mantuvo el lenguaje escrito acadio para uso oficial (el idioma de su población nativa), a pesar de sus fundadores, los amorreos y sus sucesores los casitas, que no tenían el acadio como idioma nativo. Sin embargo, conservó la lengua sumeria para un uso religioso, a pesar de que en el momento en que fue fundada Babilonia, probablemente ya no era una lengua hablada. Las antiguas tradiciones acadias y sumerias jugaron un papel importante en la cultura babilonia (y asiria), y la región seguirá siendo un importante centro cultural, incluso en períodos prolongados y largos de gobiernos externos.

## Etimología y referencias históricas
La forma castellana de "Babilonia" proviene del griego Babylon. Ambas reflejan el término acadio Bab-ilim; «La Puerta de Dios», originalmente escrito como 𒆍𒀭𒊏𒆠 (KA₂.DIG̃IR.RA) en cuneiforme. En el libro bíblico del Génesis se le llama "Babel".
Entre las fuentes clásicas sobre Babilonia destacan:
- Heródoto (siglo V a. C.) la menciona en Los nueve libros de historia. Entre otras, narra el matrimonio sagrado de una sacerdotisa con un dios, celebradas en un zigurat, mediante un ritual para asegurar la prosperidad del lugar. Sobre sus murallas, decía que eran tan anchas en su superficie, que un carro tirado por ocho caballos podía darse la vuelta
- Beroso el Caldeo (siglo iii a. C.), sacerdote babilónico que relata su historia en su crónica griega Babiloniaka, aunque solo se han conservado citas.
- Plinio el Viejo (siglo I) la menciona en su obra Naturalis Historia, llamándola la ager totius orientis fertilissimus («la tierra más fértil de todo el Oriente»).

## Historia

### El Imperio amorreo o paleobabilónico
Tras el colapso de la dinastía sumeria Ur III a manos de los elamitas, los amorreos, un pueblo extranjero de habla semítica del noroeste, comenzaron a migrar al sur de Mesopotamia desde el norte de Levante. Estos establecieron una serie de pequeños Estados mientras que los asirios reafirmaron su independencia en el norte. Uno de estos fue Babilonia, fundada por Sumu-Abum hacia el año 1894 a. C. (según la cronología media). Los amorreos, al igual que los semitas, se adaptaron fácilmente a la lengua acadia, propiciando el declive del sumerio. También se amoldaron con facilidad al panteón mixto sumerio-acadio, rindiendo culto a Marduk, deidad protectora de la ciudad.
Bajo sus primeros gobernantes —Sumu-la-El, Sabium, Apil-Sin, Sîn-Muballit—, Babilonia era una nación pequeña y simple en comparación a sus otros vecinos —Isin, Larsa, Asiria al norte y Elam al este—. Situada a ambas orillas del Éufrates, la ciudad se mantuvo en margen de la cercana y más poderosa Kiš. Esta situación cambió durante el reinado de Hammurabi (1792–1750 a. C.), quien expandió significativamente las fronteras de su reino y conquistó los reinos de Ešnunna, Larsa y Mari. Hammurabi constituyó un reino muy poderoso que su hijo Samsu-iluna (1749–1712 a. C.) logró preservar a pesar de varias revueltas. Sin embargo, una grave crisis afectó al sur del país, donde la influencia de Babilonia disminuyó y fue suplantada por la I Dinastía del País del Mar. Los reyes babilónicos posteriores se enfrentaron a la lenta desintegración de su reino y a la aparición de nuevos rivales en el norte y este (elamitas, hurritas, casitas). Finalmente fue la intervención de un poder extranjero —el reino hitita liderado por Mursili I— lo que puso fin a este primer reino babilónico, cuya capital fue saqueada y conquistada hacia el 1595 a. C.
Una de las obras más importantes de esta primera dinastía fue la compilación de un código de leyes. Esto se hizo por orden de Hammurabi después de la expulsión de los elamitas y el asentamiento de su reino. Una copia del Código de Hammurabi está preservada en el Museo del Louvre.

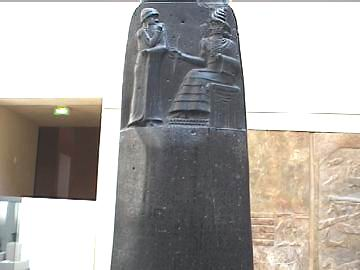
El Código de Hammurabi es la primera ley escrita de la que se tiene constancia.
La figura superior muestra al propio Hammurabi en posición humilde ante Šamaš, dios del Sol. Bajo ella están escritas casi 282 leyes con objeto de regir las decisiones de los jueces. Erigida originalmente en el templo de la ciudad de Sippar, a orillas del Éufrates, fue trasladada a Susa por Shutruk-Nakhunte en 1200 a. C. Actualmente se encuentra en el Museo del Louvre de París.

### La Babilonia de los casitas

Babilonia durante la dinastía casitas,

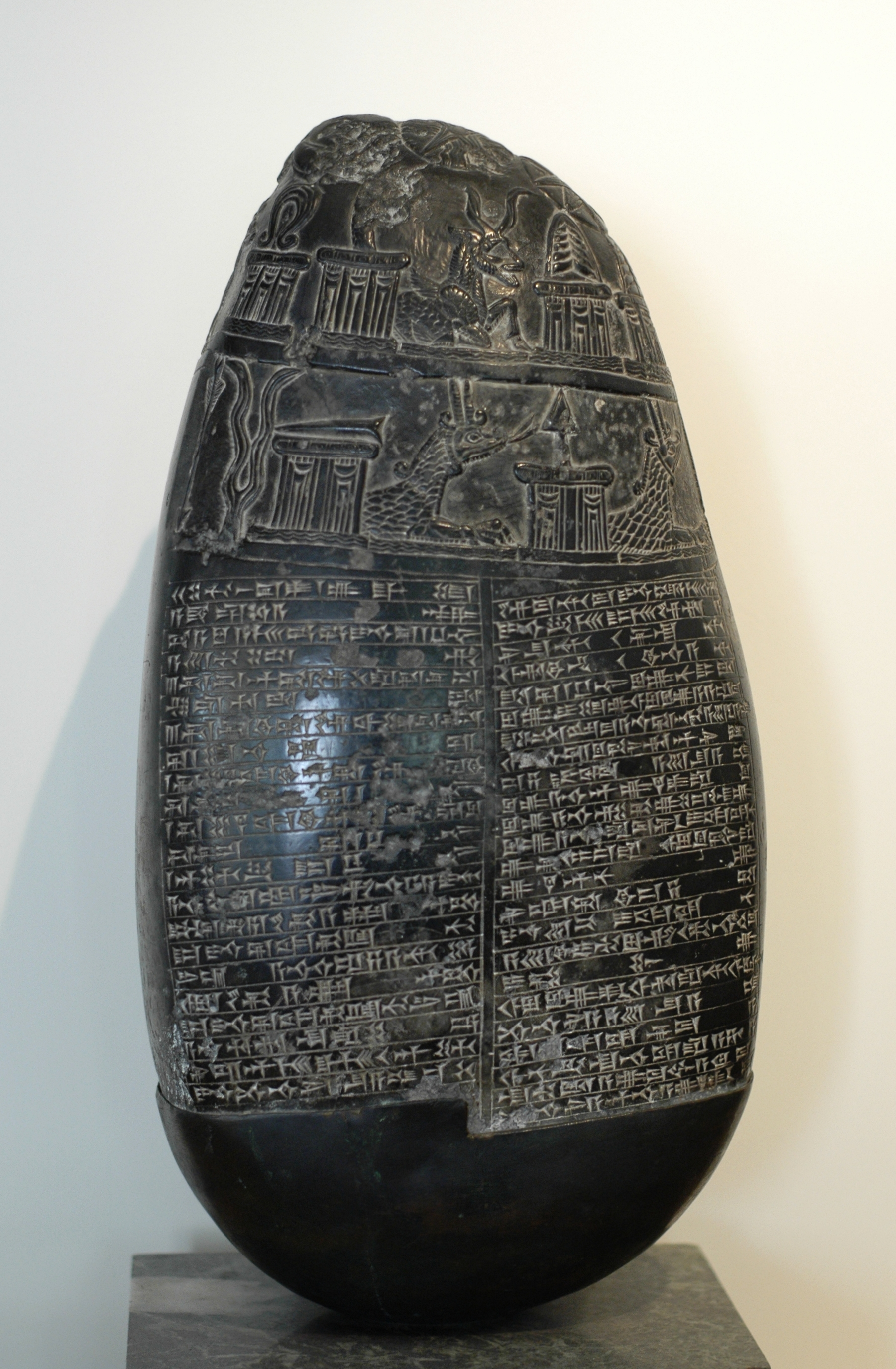
La piedra Michaux es un kudurru perteneciente al período de la dominación casita de Babilonia.
Está escrito en lengua acadia mediante símbolos cuneiformes.
Descubierta en 1782 por el botánico francés Michaux, fue el primer testimonio de la civilización mesopotámica que llegó a la Europa moderna.

Los casitas, como los gobernantes amorreos que los precedieron, no eran originarios de Mesopotamia. Más bien eran originarios de las montañas Zagros de lo que hoy es el noroeste de Irán. Su idioma no era semítico o indoeuropeo, aunque los restos de su cultura son escasos debido a la escasez de textos existentes.
Babilonia experimentó breves períodos de poder relativo, pero en general resultó ser relativamente débil bajo el largo gobierno de los casitas, y pasó largos períodos bajo la dominación e interferencia asiria y elamita. Culturalmente no parecen haber habido demasiados cambios, aunque destaca la desaparición de los atributos divinos atribuidos al rey. Babilonia, sin embargo, siguió siendo una importante ciudad sagrada donde los sacerdotes poseían gran poder.
Mientras tanto, los antiguos invasores nómadas siguieron siendo expulsados del resto de los territorios de la región. Así, hacia el 1550 a. C. los nativos egipcios derrotaron a los hicsos del bajo Egipto y continuaron su avance más allá del Sinaí, derrotando durante el reinado de Tutmosis III a una confederación de ciudades cananeas en la batalla de Megido (1479). Posteriormente siguieron hacia el norte, derrotando al reino de Mitanni, al cual obligaron a rendir tributo. Tras la muerte de Tutmosis III, Egipto perdió fuerza en el norte, donde resurgieron los hititas. En Asiria, Ashur-uballit I llegó al trono hacia el 1365 a. C. y emprendió una serie de reformas hasta constituir el llamado Primer imperio asirio. Su sucesor atacó Mitani, saqueando su capital y conquistando el resto del territorio en los años siguientes.
En 1274 a. C. (o 1265) subió al trono asirio Salmanasar I, quien emprendió una serie de conquistas hacia el oeste, llegando hasta la frontera del reino hitita. Su sucesor Tukulti-Ninurta I amplió las fronteras por el norte, penetrando en el Cáucaso y por el este, hacia los montes Zagros. Finalmente, el monarca asirio se dirigió hacia el sur, hacia los territorios administrados por los casitas, entre los que se encontraba Babilonia. Los casitas fueron vencidos, siendo obligados a pagar tributos al rey de Asiria.
Hacia 1200 a. C. comenzaron a llegar oleadas de unos nuevos invasores provenientes del Mediterráneo. Fueron conocidos como Pueblos del Mar y su presencia se sintió prácticamente en todas las regiones del Mediterráneo oriental. El pueblo que más afectado se vio por estas invasiones fueron los hititas, cuyo imperio, previamente debilitado por la expansión asiria, fue completamente destruido por ellas. Los Pueblos del Mar también dañaron tanto a Egipto como a Asiria, por lo que Babilonia y especialmente el reino de Elam –en el extremo oriental de Mesopotamia– se vieron beneficiados.
Los elamitas aprovecharon la situación marchando hacia el oeste, atacando Babilonia y las ciudades vecinas. Hacia el 1155 a. C. derrotaron a Enlil-nadin-ahi y tomaron la capital del reino. Sin embargo, la ocupación fue breve. Hacia el 1125 a. C. surgió el rey nativo Nabucodonosor I, que derrotó a los elamitas e inició un breve período de independencia para la región.

### El dominio asirio
Hacia el 1300 a. C. en las montañas del Cáucaso se desarrolló un nuevo tipo de metalurgia, la del hierro. Durante ese período la región había sido controlada por los hititas, pero con su caída, el manejo del nuevo metal pasa a los asirios. Es posible que el dominio de esta nueva técnica contribuyese a las posteriores victorias militares de los asirios, al dotarles de armas más resistentes que sus pueblos vecinos y proporcionarles un bien valioso con el que comerciar.
Siendo o no así, en 1115 a. C. llegó al trono asirio Teglatfalasar I, quien emprendió una campaña de conquistas hasta recuperar el territorio poseído durante el reinado de Tukulti-Ninurta I. En 1103 a. C. atacó y venció a Nabucodonosor I de Babilonia.
Hacia el siglo XII a. C. un nuevo pueblo semita emergió del desierto de Arabia, fueron los arameos. Durante el reinado de Teglatfalasar I, Asiria consiguió mantenerlos fuera de sus fronteras, pero tras su muerte, los arameos comienzan a penetrar en el país, debilitándolo durante el siglo y medio siguiente. Esta situación fue aprovechada por los pueblos cercanos para fortalecerse. Es el período de auge de los reinos de Israel –reinado del rey David– y del reino de Damasco. Este fue un período de estancamiento para Asiria y de reforzamiento para los reinos que la rodeaban. Así, Urartu alcanzó su apogeo en el reinado de Argishti I (778 a. C. - 750 a. C.) y el reino de Israel vivió un nuevo período de prosperidad con el reinado de Jeroboam II.
El dominio asirio se consolidó con Tiglath-Pileser III, quien derrotó a los medos en el este, obligándoles a rendir tributo a Asiria. En el oeste, terminó con el período de independencia de los reinos locales, haciendo vasallo a Israel y conquistando el reino arameo de Damasco. En el norte conquistó la mitad meridional de Urartu. Y en el Sur, en Babilonia, aprovechando una disputa dinástica de la dinastía caldea, se hizo con el título de rey.
A Tiglath-Pileser III le sucedió Salmanasar V, quien aparte del trono de Asiria heredó también el de Babilonia.
El nuevo rey duró cinco años pues en 722 a. C. fue depuesto en una revuelta que terminó con la joven dinastía.
El nuevo rey, tal vez un general, se dio el nombre de Sargón II (en acadio rey legítimo) por lo que él y sus sucesores fueron llamados Sargónidas.
Con los Sargónidas Asiria vivió una etapa de esplendor militar, pero las continuas guerras y rebeliones, pese a ser sofocadas, iban socavando la economía de la región.
Este período correspondió con la entrada de los cimerios en la región, provenientes de Escitia, al norte del mar Negro.
Atacaron lo que quedaba de Urartu, lo que fue aprovechado por Sargón II para invadir el país.
Ante esto, Urartu tuvo que aceptar rendir vasallaje a Asiria, junto a la cual consiguió derrotar a los nómadas.
En Babilonia, un noble local aprovechó la guerra en el norte para autoproclamarse rey, haciéndose llamar Marduk-apal-iddina II (llamado en la Biblia Merodac-Baladán).
Conservó el título durante diez años, hasta que los asirios pudieron marchar hacia el sur y deponerlo, siendo enviado al exilio en 711 a. C. y recuperando Sargón II el título.
Tras la muerte de este, su sucesor, Senaquerib, tuvo que enfrentarse a una nueva rebelión en Babilonia, esta vez auspiciada por los elamitas.
Para derrotarlos ideó una ingeniosa campaña.
En vez de atravesar Babilonia hasta llegar a Elam, mandó construir una flota en la parte superior del Éufrates, y la dirigió río abajo, hacia su desembocadura en el golfo Pérsico.
Una vez allí, navegó y desembarcó directamente en Elam.
Pero los elamitas idearon un contraataque igual de ingenioso.
En vez de combatir contra el ejército asirio se dirigieron hacia el territorio de estos, pasando por Babilonia, y dejando sus tierras defendidas por unos pocos hombres.
Ante esta situación, el ejército asirio no podía más que volverse. Senaquerib entonces se dirigió a Babilonia, la conquistó y la destruyó en 689 a. C. La destrucción fue prácticamente completa y solo los esfuerzos de su sucesor, Asarhaddón, permitieron su reconstrucción. Durante el reinado de este el Imperio asirio se mantuvo y llegó a su máxima extensión.
Se emprendieron una serie de campañas, principalmente hacia Egipto, logrando los asirios saquear la ciudad de Memphis. Tras la muerte de Asarhaddón le sucedió su hijo menor, Asurbanipal y su reinado estuvo marcado tanto por las guerras contra cimerios y elamitas –a quienes derrotó completamente destruyendo Susa en 639 a. C.–, como por la construcción de la biblioteca de Nínive. Durante el final de su reinado, llegó al trono de Babilonia Nabopolasar, aún como vasallo, pero tras la muerte del rey, Babilonia declaró su independencia.

### El Imperio caldeo o neobabilónico
La independencia de Babilonia supuso de inmediato la guerra entre ésta y Asiria. Coincidiendo con la rebelión en el sur, al noroeste, un jefe medo llamado Ciáxares consiguió unificar bajo su mando un grupo de tribus medas y escitas. Ciáxares firmó una alianza con Nabopolasar, sellándola con el matrimonio entre su hija y el hijo del rey babilonio en el 616 a. C. De esta forma, medos desde el norte y caldeos desde el sur, atacaron conjuntamente Asiria, quien, viéndose rodeada, firmó una alianza con sus antiguos enemigos de Egipto. La ayuda egipcia no llegó a tiempo. En 614 a. C. cayó la ciudad de Assur y, finalmente, en 612 a. C. medos y caldeos tomaron la capital asiria, Nínive, la cual fue saqueada de tal forma que no quedaron más que ruinas. La caída asiria fue celebrada por los reinos anteriormente sometidos. Así la Biblia lo relata:

Se han abierto las puertas de los ríos, y el templo ha sido arrasado.
Ha sido llevada cautiva su reina y las mujeres conducidas a la esclavitud [...] Y Nínive con las aguas ha quedado hecha una laguna [...] Devastada ha quedado ella, y desgarrada y despedazada [...] ¡Ay de ti, ciudad sanguinaria, llena toda de fraudes y extorsiones, y de continuas rapiñas!

Mapa del Oriente Medio hacia el año 600 a. C. Esta fecha estuvo marcada por la reciente desaparición del Imperio neoasirio y su reparto entre caldeos y medos así como la victoria del monarca caldeo, Nabucodonosor II ante los egipcios, consiguiendo así el control de toda la región de Canaán.

Tras la caída de Nínive, el ejército asirio resistió unos años más en la ciudad de Harrán.
El ejército egipcio, entretenido en una campaña contra los judíos, no llegó a tiempo de rescatar la ciudad, que cayó finalmente en 605 a. C. Tras la derrota asiria, el ejército babilonio, marchó a por el egipcio.
Al mando ya no estaba Nabopolasar, quien había enfermado, si no su hijo, que sería conocido como Nabucodonosor II.
Se enfrentó a los egipcios en la Batalla de Karkemiš, derrotándoles completamente.
Esta batalla supuso que toda la región de Canaán quedase bajo control caldeo. A partir de este momento nace el llamado Imperio babilónico o caldeo, que dominará una extensión de terreno tan importante como su predecesor, el Imperio asirio.
El dominio de Canaán no estuvo exento de problemas.
Los egipcios alentaron las revueltas locales y se sucedieron los levantamientos de los reinos y ciudades-estado de la región.
Así, en el 598 a. C. el reino de Judá se rebela.
Es derrotado y algunos líderes de la rebelión son enviados al exilio, llegando al trono un nuevo rey, Sedecías.
Esto no impidió que se produjeran nuevas rebeliones, y en 587 a. C. el pueblo de Judá, cuyo rey estaba siendo alentado por los egipcios, vuelve a levantarse en armas.
Este periodo coincide con la actividad del profeta Jeremías, que según dice la Biblia pidió al rey judío la rendición ante los caldeos, profetizando en caso contrario la destrucción de Jerusalén:

Dijo, pues, Jeremías a Sedecías: Esto dice el señor de los ejércitos, el Dios de Israel: Si te sales y te pones en manos de los oficiales del rey de Babilonia, salvarás tu vida, y esta ciudad no será entregada a las llamas, y te pondrás en salvo tú y tu familia.
Pero si no vas a encontrar a los oficiales del rey de Babilonia, será entregada la ciudad en poder de los caldeos, los cuales la abrasarán y tú no escaparás de sus manos

Fueron de nuevo derrotados, y en esta ocasión la represión fue más dura: según el mismo Jeremías, los babilonios, a su entrada a la ciudad, mataron a la familia de Sedecías y a él le sacaron los ojos y le condujeron al exilio a la ciudad de Babilonia.
También al exilio fue enviada el resto de la población, tanto nobles como plebeyos.
Sin embargo a los pobres se les mantuvo en libertad, concediéndoles tierras. La ciudad de Jerusalén fue arrasada y el palacio real, las viviendas y las murallas destruidas.
Otro foco de insurrección en el oeste fue la ciudad de Tiro, situada entonces en una isla –hoy península– a orillas del Mediterráneo, en el actual Líbano.
Nabucodonosor II envió allí su ejército, que se situó en la costa, frente a la isla, y levantó un asedio.
Sin embargo, la superioridad naval tiria hizo inútil el sitio, que duró trece años, tiempo tras el cual se firmó una paz, consistente en el vasallaje de la ciudad.
Durante la segunda mitad de su reinado, Nabucodonosor II se dedicó a embellecer la ciudad de Babilonia, convirtiéndola en la mayor metrópoli de su época. Así la describió Heródoto un siglo después:

La Asiria tiene muchas y grandes ciudades, pero de todas ellas la más famosa y fuerte era Babilonia, donde existía la corte y los palacios reales después que Nino [Nínive] fue destruida. Situada en una gran llanura, viene a formar un cuadro, cuyos lados tienen cada uno de frente ciento veinte estadios, de suerte que el ámbito de toda ella es de cuatrocientos ochenta. Sus obras de fortificación y ornato son las más perfectas de cuantas ciudades conocemos. Primeramente la rodea un foso profundo, ancho y lleno de agua. Después la ciñen unas murallas que tienen de ancho cincuenta codos reales, y de alto hasta doscientos, siendo el codo real tres dedos mayor del codo común y ordinario.

De esta etapa datan algunos de los monumentos más célebres de la ciudad mesopotámica.
Es el caso de la Puerta de Istar, o de los Jardines colgantes de Babilonia.
Nabucodonosor muere en el 562 a. C., siendo sucedido por su hijo Evilmerodac (Amel-Marduk) quien a los dos años fue víctima de una conspiración siendo depuesto por su cuñado, que se hizo llamar Neriglisar (Nergal-sharusur).
Cuatro años después moría el nuevo rey, siendo sucedido por su hijo Labashi-Marduk, cuyo reinado acabó ese mismo año al ser víctima de una conspiración, acabando así la dinastía iniciada por Nabopolasar.
Tras esto fue puesto el trono Nabu-naid, más conocido como Nabónido, quien relegó las tareas militares en su hijo Balâtsu-usur (en acadio: Baal protege al rey), más conocido como Baltasar o Belsasar.
Mientras tanto, el monarca se dedicó a tareas culturales, recopilando y estudiando antiguas escrituras.

### El fin del Imperio babilónico: la conquista persa
Durante el reinado de Nabónido, en la vecina Media se sucedió la inestabilidad.
Un nuevo jefe llegó al principado de Anshan, vasallo del reino medo.
Se hizo llamar Ciro II de Anshan, más conocido como Ciro el Grande. En 559 a. C. el nuevo rey se declaró independiente de Media, lo que supuso la guerra.
No solo consiguió mantener la independencia del principado, sino que en 550 a. C. tomó la capital meda, Ecbatana, convirtiéndose así en el nuevo monarca de toda la región.
A continuación Ciro se lanzó a la conquista del reino de Lidia, en Asia menor, cuya conquista completó en el 547 a. C.
Durante estas campañas Nabónido de Babilonia se mantuvo inactivo.
Sin embargo, tras la caída de Lidia, buscó la alianza de Egipto contra el posible invasor.
Esta resultó inútil y en 539 a. C. Ciro se encontraba atacando la capital babilonia.
La caída de la ciudad fue narrada posteriormente por el historiador griego Heródoto:

En medio de su apuro, ya fuese que alguno se lo aconsejase, o que él mismo lo discurriese, [Ciro] tomó esta resolución.
Dividiendo sus tropas, formó las unas cerca del río en la parte por donde entra en la ciudad, y las otras en la parte opuesta, dándoles orden de que luego que viesen disminuirse la corriente en términos de permitir el paso, entrasen por el río en la ciudad.
Después de estas disposiciones, se marchó con la gente menos útil de su ejército a la famosa laguna, y en ella hizo con el río lo mismo que había hecho la reina Nitocris.
Abrió una acequia o introdujo por ella el agua en la laguna, que a la sazón estaba convertida en un pantano, logrando de este modo desviar la corriente del río y hacer vadeable la madre. Cuando los persas, apostados a las orillas del Éufrates, le vieron menguado de manera que el agua no les llegaba más que a la mitad del muslo, se fueron entrando por él en Babilonia. Si en aquella ocasión los babilonios hubiesen presentido lo que Ciro iba a practicar o no hubiesen estado nimiamente confiados de que los persas no podrían entrar en la ciudad, hubieran acabado malamente con ellos. Porque sólo con cerrar todas las puertas que miran al río, y subirse sobre las cercas que corren por sus márgenes, los hubieran podido atrapar como a los peces en la nasa. Pero entonces fueron sorprendidos por los persas; y según dicen los habitantes de aquella ciudad, estaban ya prisioneros los que moraban en los extremos de ella, y los que vivían en el centro ignoraban absolutamente lo que pasaba, con motivo de la gran extensión del pueblo, y porque siendo además un día de fiesta, se hallaban bailando y divirtiendo en sus convites y festines, en los cuales continuaron hasta que del todo se vieron en poder del enemigo. De este modo fue tomada Babilonia la primera vez.

Con la conquista persa terminó la historia de Babilonia como reino independiente. Posteriores monarcas (y algunos rebeldes) posteriores tomaron el título de Rey de Babilonia, pero esto se trató más de un acto ceremonial sin valor político.

## En la Biblia
Según la Biblia, Babilonia fue fundada por Nemrod, quien también construyó el zigurat conocido como la famosa Torre de Babel.
Así se cita:
"Y Cus llegó a ser padre de Nemrod. El dio comienzo a lo de hacerse un poderoso en la tierra. Se exhibió [como un] poderoso cazador en oposición a Yahvé. Por eso hay un dicho: "Como Nemrod, poderoso cazador en oposición a Yahvé".
Los escritos rabínicos derivan el nombre Nimrod del verbo hebreo ma-rádh, que significa "rebelarse", por lo que en el Talmud de babilonia (Eruvín 53a) dice: "Entonces ¿porque se llamó Nemrod? Porque incito al mundo entero a revelarse (himrid) contra Su soberanía [la de Dios].
En este periodo la lengua predominante en la región era el acadio, que había sido llevado a la región en las invasiones semíticas que se produjeron en torno al 3000 a. C. Poco a poco fue sustituyendo al idioma sumerio durante los siglos siguientes, especialmente durante las conquistas de Sargón I de Asiria siete siglos después.

## Tecnología
Los babilonios heredaron los logros técnicos de los sumerios en riego y agricultura. El mantenimiento del sistema de canales, diques, presas y depósitos construidos por sus predecesores necesitaba de un considerable conocimiento y habilidad de ingeniería. La preparación de mapas, informes y proyectos implicaban la utilización de instrumentos de nivelación y jalones de medición. La matemática asirio-babilónica utilizaba el sistema de numeración sexagesimal sumeria que, al ser un sistema de notación posicional (muy parecido al actual sistema decimal, pero en base 60), facilitó el desarrollo de un álgebra y aritmética tempranas; de aquí se derivan por ejemplo la división del círculo en 360 grados, o la de una hora en 60 minutos. Continuaron utilizándose las medidas de longitud, área, capacidad y peso normalizadas anteriormente por los sumerios. La agricultura era una ocupación complicada y metódica que necesitaba previsión, diligencia y destreza. Un documento escrito en sumerio, aunque utilizado como libro de texto en las escuelas babilónicas, resulta ser un verdadero almanaque del agricultor, y registra una serie de instrucciones y direcciones para guiar las actividades de la granja, desde el riego de los campos hasta el aventamiento de los cultivos cosechados.
Los artesanos babilonios eran diestros en metalurgia, en los procesos de abatanado, blanqueo y tinte, y en la preparación de pinturas, pigmentos, cosméticos y perfumes. En el campo de la medicina, se conocía bien la cirugía y se practicaba frecuentemente, a juzgar por el Código de Hammurabi, que le dedica varios párrafos. También se desarrolló la farmacopea, aunque la única prueba importante de ello procede de una tablilla sumeria escrita algunos siglos antes del reinado de Hammurabi.

## Cultura

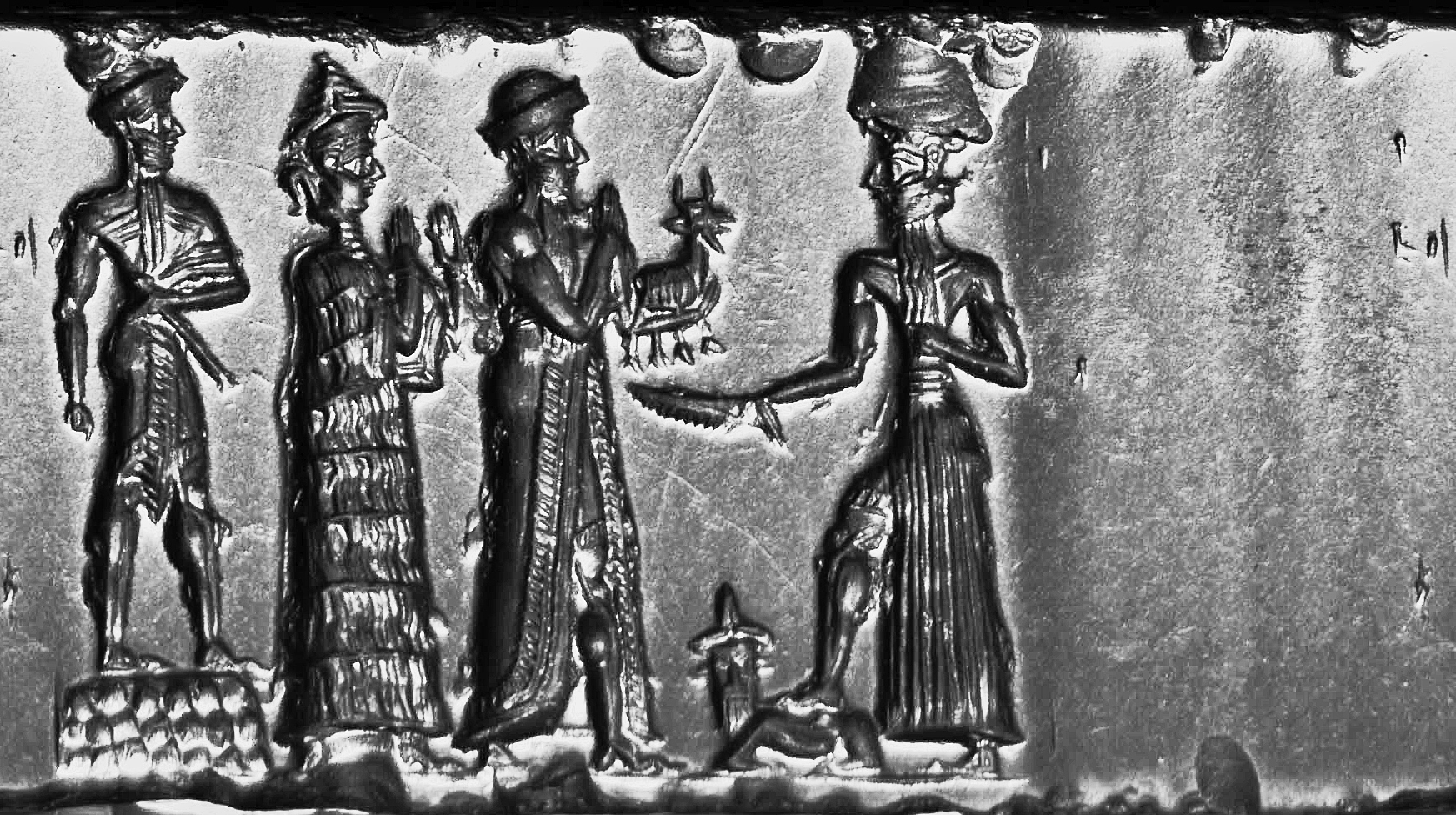
Sello cilíndrico babilónico de hematita. El rey hace una ofrenda animal a Shamash. Este sello fue probablemente hecho en un taller en Sippar.

### Artes

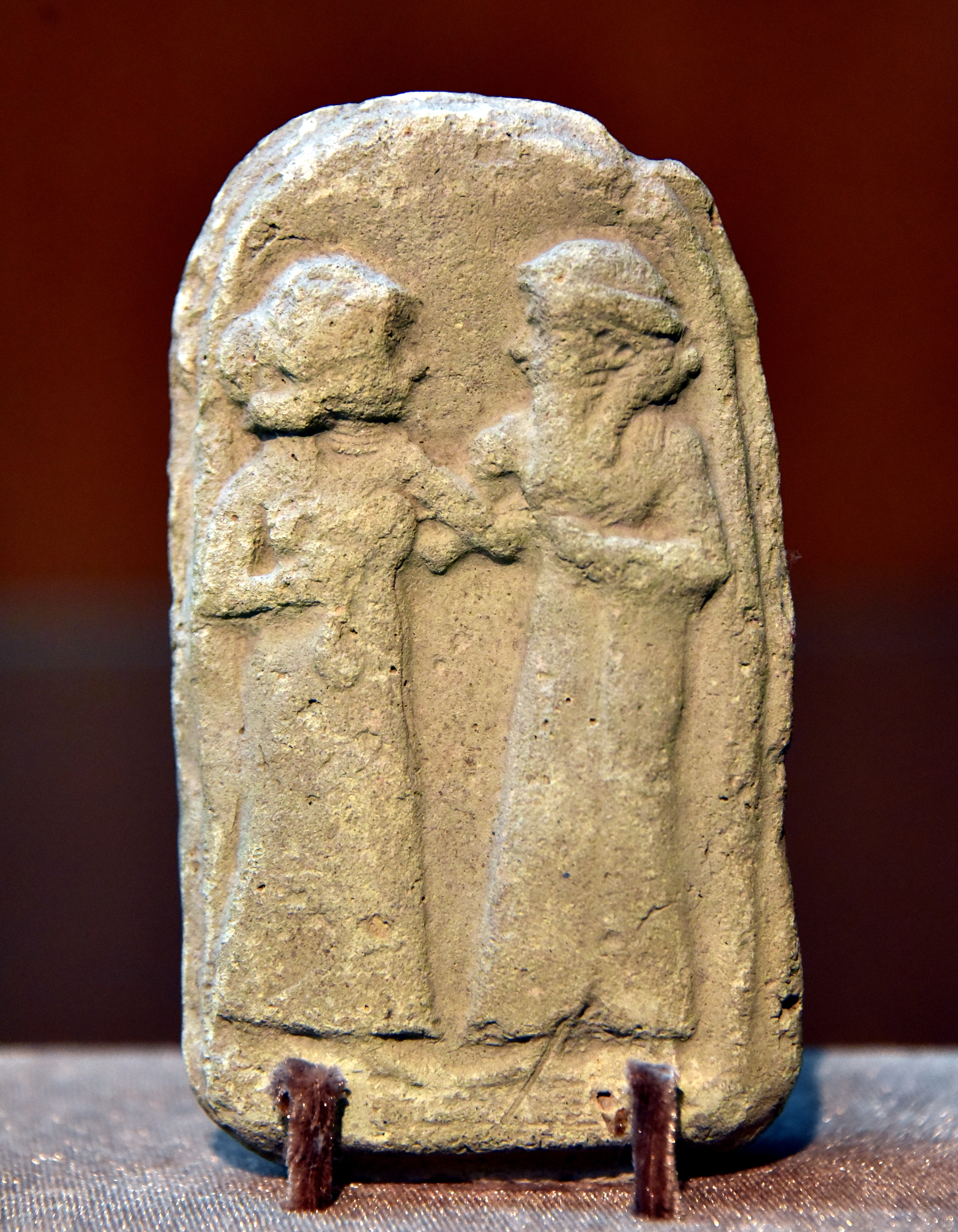
Hombre y mujer, placa de arcilla babilónica de Baja Mesopotamia, Irak

En Babilonia, la abundancia de arcilla y la falta de piedra llevaron a un mayor uso de adobe. Los templos babilónicos, sumerios y asirios eran estructuras macizas de ladrillo crudo que estaban sostenidas por contrafuertes. El uso del ladrillo condujo al desarrollo temprano de la pilastra y de los frescos. Las paredes eran de colores brillantes y, a veces, estaban chapadas en zinc u oro, así como con azulejos. También se incrustaron en el yeso conos de terracota pintados para antorchas. En lugar del relieve, hubo un mayor uso de figuras tridimensionales, siendo los primeros ejemplos las estatuas de Gudea. La escasez de piedra condujo a una gran perfección en el arte de tallar gemas.
Existieron varias bibliotecas en las ciudades y templos. Tanto mujeres como hombres aprendían a leer y escribir, lo que antiguamente requería conocimiento de la antigua lengua sumeria y su complejo silabario.
La obra literaria babilónica más famosa la Epopeya de Gilgamesh, escrito en la segunda mitad del II Milenio a. C. a partir de las historias épicas de Gilgamesh, rey de Uruk, y su búsqueda de la inmortalidad. El texto fue traducido del sumerio original por Sîn-lēqi-unninni.

### Astronomía
El texto astronómico significativo más antiguo que  poseemos es la Tabla 63 del Enuma Anu Enlil, la cual lista las apariciones de Venus sobre un periodo de aproximadamente 21 años y es la evidencia más temprana que los fenómenos de un planeta fueran reconocidos como periódicos. En la antigua Babilonia también se desarrolló elastrolabio rectangular más antiguo del mundo. El MUL.APIN contiene catálogos de estrellas y constelaciones así como esquemas para pronosticar ortos helíacos y encuadres de los planetas, longitudes de la luz del día medida relojes de agua, gnomon, sombras, e intercalaciones. El zodíaco fue una invención babilónica de antigüedad grande; eclipses del sol y la luna podrían ser precedidos.
La astronomía babilónica fue la base para mucho de la astronomía de la Antigua Grecia, Persia, Roma, Siria, Asia Central y el Mundo Islámico. De esta forma, la astronomía y matemática babilónica puede ser vista como el predecesor histórico de la revolución científica occidental. También se sabe de al menos un astrónomo babilónico en apoyar un modelo heliocéntrico: Seleuco de Seleucia (siglo I a. C.) Seleuco es conocido gracias a los textos de Plutarco. Según este, Seuluco incluso "probó" su sistema, pero se desconoce cómo.

### Medicina

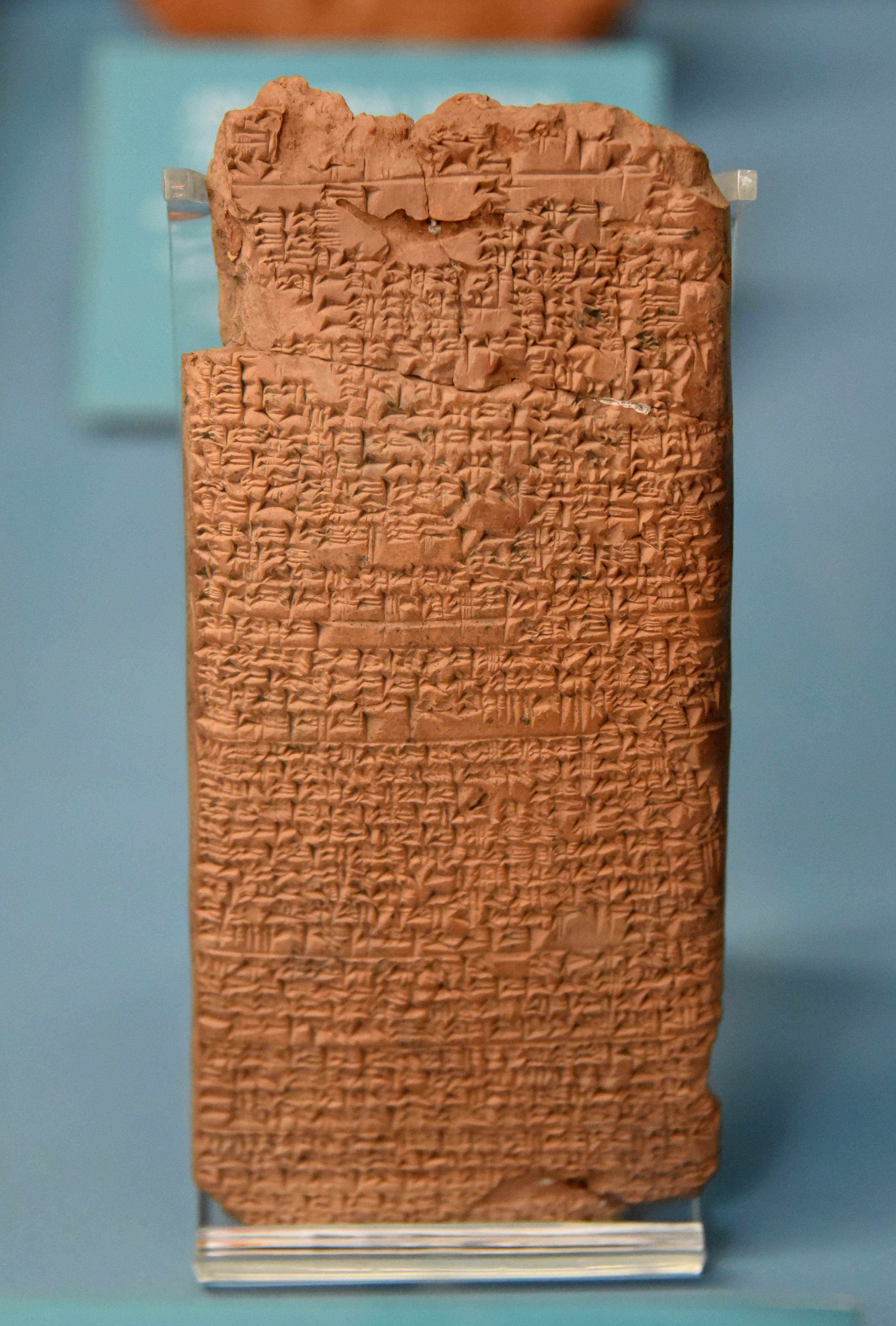
La receta médica para envenenamiento. Tabla de terracota de Nippur, Irak,

El texto babilónico medicinal más antiguo data a la Primera Dinastía, en la primera mitad del II milenio a. C., aunque las prescripciones médicas más tempranas aparecen en textos sumerios durante la Tercera Dinastía de Ur. El texto médico más extenso es el Manual de Diagnóstico, escrito por Esagil-kin-apli de Borsippa durante el reinado de Adad-apla-iddina (1069–1046).
Junto con la medicina egipcia contemporánea, los babilonios introdujeron los conceptos de diagnosis, pronóstico, examen físico, y prescripciones. Además, el Manual de Diagnóstico introdujo los métodos de terapia y etiología y el uso del empirismo, la lógica y racionalidad en la diagnosis. El texto contiene una lista de síntomas médicos y a menudo sus observaciones empíricas detalladas.